# Клюєв Сергій Петрович
Клюєв Сергій Петрович (нар. 19 серпня 1969, Донецьк) — український політик та підприємець, Народний депутат України V, VI, VII та VIII скликань. Брат політика та бізнесмена Андрія Клюєва.

## Життєпис
Народився 1969 року у місті Донецьку. З 1986 по 1992 рік навчався в Донецькому політехнічному інституті за спеціальністю технологія і комплексна механізація підземної розробки родовищ корисних копалин, по закінченню вузу отримав кваліфікацію гірничого інженера.
Автор тридцяти дев'яти патентів на науково-технічні рішення, які  використовуються у кольоровій металургії та в галузі виробництва кабелів для електротехнічної промисловості.

### Трудова діяльність
з 1992 року по 1994 рік — начальник відділу металів, комерційний директор ТД «Підшипник»;
з 1994 року по 2000 рік — Віце-президент ВАТ «Укрпідшипник», Голова Наглядової  ради ВАТ «Укрпідшипник»;
з 2000 року по 2002 рік — Голова  Ради директорів Промислово-інвестиційної корпорації «Укрпідшипник»;
з 2005 року по 2006 рік — Голова Ради директорів ВАТ «Укрпідшипник»;

### Політична діяльність
з 2002 року по 2005 рік — депутат Донецької обласної ради, заступник голови Донецької обласної ради;
з 2006 року по 2007 рік — народний депутат України V скликання, член Комітету Верховної Ради України з питань фінансів і банківської діяльності, член  Постійної делегації у Парламентській асамблеї Ради Європи, Керівник групи з міжпарламентських зв'язків з Австрійською Республікою;
з 2007 року по 2012 рік — народний депутат України VI скликання, Керівник групи з міжпарламентських зв'язків з Австрійською Республікою, Член Ради Національного банку України;
з 2012 року по 2014 рік — народний депутат України VII скликання, обраний по 46 виборчому округу (Донецька область), член  Постійної делегації у Парламентській асамблеї Ради Європи, Керівник групи з міжпарламентських зв'язків з США, керівник групи з міжпарламентських зв'язків з КНР. Був одним із 148 депутатів Верховної Ради України, які підписали звернення до Сейму Польщі з проханням визнати геноцидом поляків події національно-визвольної війни України 1942—1944 років[джерело?]. 16 січня 2014 року голосував за «диктаторські закони» У березні 2014 року, після зміни влади у рамках політичної кризи 2013—2014 років, вийшов з фракції Партії Регіонів.
2014 року за результатами виборів до Верховної Ради України, самовисуванець Сергій Клюєв одержав перемогу в одномандатному виборчому окрузі № 46 та з результатом 47,47 % пройшов до Верховної Ради України VIII скликання. Безпартійний, член комітету з питань ТЕК, ядерної політики та безпеки.

## Підприємницька діяльність
Разом з братом Андрієм є власником концерну «Укрпідшипник» та холдингу Slav Handel, Vertretung Und Beteiligung AG (Відень), який є дочірнім підприємством корпорації «Укрпідшипник».

## Блокування рахунків у ЄС

Країни, в яких Сергій Клюєв потрапив під санкції

5 березня 2014-го Рада Європейського Союзу ухвалила рішення блокування коштів відстороненого Верховною Радою з посади Президента України Віктора Януковича, його синів Олександра і Віктора, екс-прем'єра Миколи Азарова і його сина Олексія, братів Андрія і Сергія Клюєвих, екс-генпрокурора Віктора Пшонки та його сина Артема, бізнесмена Сергія Курченка — загалом 17 осіб з числа колишніх урядовців та наближених до екс-президента Януковича, які підозрюються в незаконному використанні бюджетних коштів.
Сергій Клюєв підтвердив блокування своїх закордонних рахунків в Австрії.
1 червня 2015 року Європейський Союз продовжив економічні санкції проти Сергія Клюєва терміном на чотири місяці — до жовтня 2015 року.
21 лютого 2018 року Суд Європейського Союзу виніс рішення на користь народного депутата України Сергія Клюєва, в якому постановив, що вважає неприпустимим впроваджувати санкції Євросоюзу лише на підставі того, що в державі, яка не є членом ЄС, розпочате попереднє розслідування проти даної особи. В результаті цього рішення, 5 березня Рада Європейського Союзу зняла санкції з Сергія Клюєва, що призвело до скасування санкцій щодо нього всіма 28 країнами-членами Європейського Союзу. Відповідно до прес-релізу 172/18 Ради ЄС від 26 березня 2018, Чорногорія, Албанія, Норвегія, Україна та Республіка Молдова також приєдналися до рішення Ради Європейського Союзу від 5 березня 2018 і зняли санкції з Сергія Клюєва.
У червні 2024 року Канада ввела економічні санкції проти соратників Януковича, зокрема, проти братів Клюєвих.

## Корупція та махінації
12 травня 2015 року Генеральна прокуратура України подала запит до Верховної Ради з проханням дати дозвіл на притягнення депутата Сергія Клюєва до кримінальної відповідальності. Повідомлялося, що брати Андрій і Сергій Клюєви шляхом афери прибрали до рук ВАТ «Завод напівпровідників» в 2007 році і добилися обслуговування його кредиту в 2010 році за рахунок бюджетних коштів, які повинні були направлятися дітям і інвалідам. 3 червня Верховна Рада України 287 голосами підтримала рішення «Про надання згоди на притягнення до кримінальної відповідальності народного депутата України Клюєва Сергія Петровича». 30 травня 2016 року Верховний Суд України підтвердив законність рішення Верховної Ради України про зняття недоторканності і арешт народного депутата Сергія Клюєва.
26 грудня 2011 року компанія-прокладка Клюєва ТОВ ТД Енерговугілля виграла тендер з фіктивною конкуренцією на придбання 750 тис. тонн вуггля на суму 861 млн грн.
28 лютого 2012 року в результаті махінацій з бюджетними коштами будівельники сонячних станцій Клюєва отримали гроші на авторський нагляд за власним будівництвом на суму 772 тис. грн.

## Майновий стан
Володіє будинком у передмісті австрійської столиці Відень.

## Державні нагороди
- Орден «За заслуги» III ст. (23 серпня 2011) — за значний особистий внесок у становлення незалежності України, утвердження її суверенітету та міжнародного авторитету, заслуги у державотворчій, соціально-економічній, науково-технічній, культурно-освітній діяльності, сумлінне та бездоганне служіння Українському народові[19]

## Особисте життя
Одружений з Клюєвою Іриною Анатоліївною (1964), має двох дітей: сина Андрія (1992) та дочку Ольгу (1993).